# Iglesia de San Juan (Uncastillo)
La Iglesia de San Juan, de Uncastillo (provincia de Zaragoza, España), se sitúa en la orilla derecha del río Riguel, fue construida sobre los restos de una antigua necrópolis a finales del siglo XII en una elevación rocosa al oeste de la localidad, que ofrece una bella panorámica.
En el piso de la iglesia y sus alrededores pueden verse un buen número de sepulturas antropomorfas talladas en la roca, aflorando fundamentalmente al sur de su cabecera, en dirección levante-poniente; con la cabeza a poniente. Las tumbas, fechadas entre los siglos IX y XII, eran cubiertas con losas de piedra y abundan las de población infantil. Está considerada como la mayor necrópolis alto medieval de Aragón.
Es una construcción muy sencilla; pero elegante, del último tercio del XII, toda la fábrica es de sillería. Tiene una sola nave con cuatro tramos de bóveda de cañón sobre arcos fajones. acabada en ábside semicircular cubierto con bóveda de horno que tiene tres vanos abocinados. A ambos lados del primer tramo de la nave se construyeron sendas capillas laterales, que le aportan forma de cruz latina. Estas capillas contienen sus correspondientes absidiolos orientados, sin manifestación al exterior salvo por su pequeño vano aspillerado, están cubiertos con bóveda de medio cañón, su articulación muraria y decoración escultórica es prácticamente nula, una de ellas conserva un interesante conjunto de pintura mural del siglo XIII, cuya temática está relacionada con la vida de Santiago el Mayor y las peregrinaciones jacobeas.

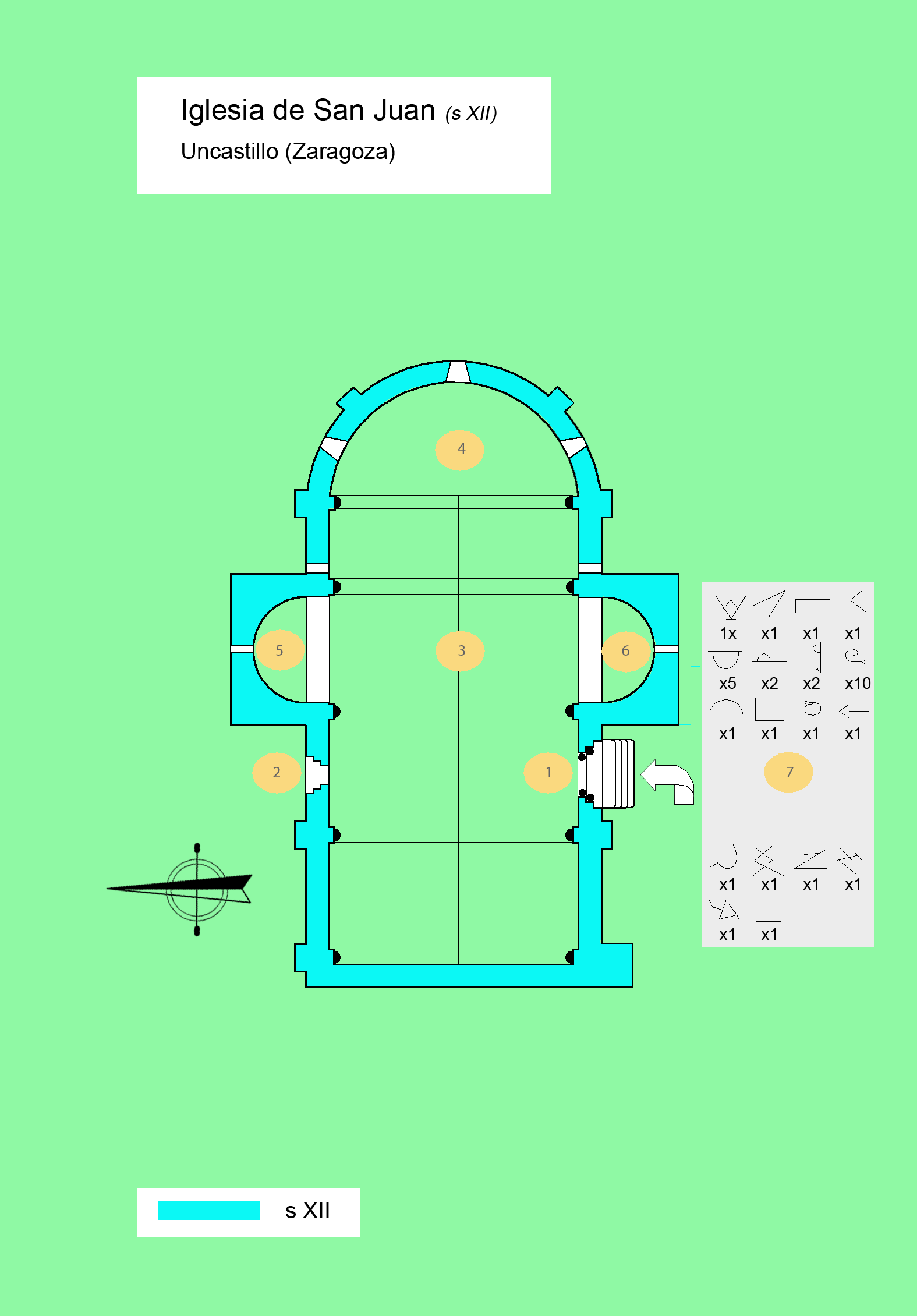
Planta de la iglesia.

Anchos contrafuertes dividen la cabecera en tres amplios lienzos, cada uno de los cuales se centra por ventanal aspillerado, sin decoración. Los canecillos son de perfil de nacela.
El pórtico de entrada, situado a continuación de la capilla del muro sur, sigue la norma de austeridad del templo. Se compone de tres arquivoltas de bisel liso, en degradación, apeadas en pilastras lisas mediante imposta con sencillo biselado. El tímpano es liso, y quedan algunos restos pictóricos del crismón que lo decoró así como de decoración geométrica en el intradós de la arquivolta interna. Por encima sencillo tejaroz sustentado por siete ménsulas lisas. Al muro norte abre otra portada similar a la anterior; pero algo menor, de solo dos arquivoltas. También en su tímpano quedan algunos restos de pintura que permiten afirmar la existencia de un crismón como en el lado sur.